# Giovanni Battista Chiodini

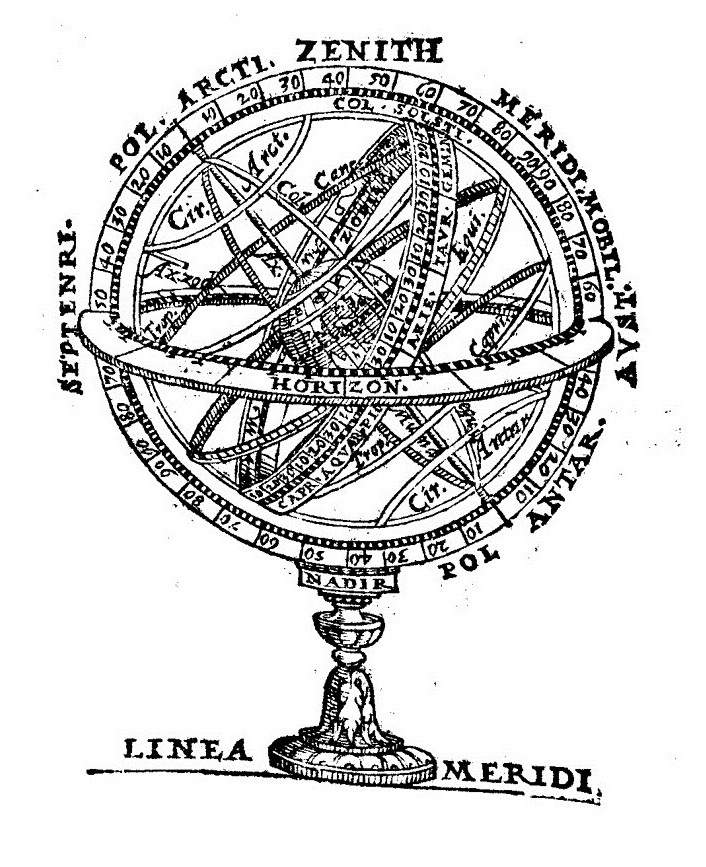
Une illustration de Praxis sphaerica clarissima (1615).

Giovanni Battista Chiodini ou Chiodino, né vers la fin du XVIe siècle et mort en 1652, est un frère franciscain et un écrivain italien.

## Biographie
Originaire de Monte Milone (aujourd'hui Pollenza), il était frère mineur conventuel et inquisiteur.
Il a écrit sur la  théorie musicale (Arte pratica latina e volgare di far contrapunto, 1610), l'astronomie et les mathématiques (Praxis sphaerica clarissima, 1615), la théologie, la philosophie et la littérature, et a également composé des poèmes en italien et en latin (La nobiltà burghesia romana, 1620).
Son Arte pratica a été traduit en allemand en 1653 par le compositeur Johann Andreas Herbst,.

## Œuvres
- (it) Arte pratica latina e volgare di far contrapunto, Venise, Ricciardo Amadino, 1610 (lire en ligne)
- (la) Praxis sphaerica clarissima, Venise, Ambrogio & Bartolomeo Dei, 1615 (lire en ligne)
- (la) Pupilla phylosophiae Aristotelis, Venise, Ambrogio Dei, 1617 (lire en ligne)
- (la) Thalamus rationalis, Venise, Pietro Farri, 1620 (lire en ligne)
- (it + la) La nobiltà burghesia romana, Macerata, Stamperia del Martellini, 1620 (lire en ligne)